# MTV Europe Music Awards 1995
Drugie rozdanie nagród MTV Europe Music Awards odbyło się 23 listopada 1995 roku w Paryżu. Miejscem ceremonii był Le Zénith. Gospodarzem był francuski kreator mody Jean-Paul Gaultier.

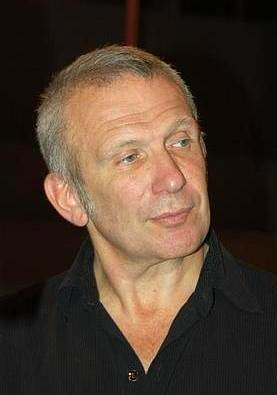
Prowadzący ceremonię w 1995 roku: Jean-Paul Gaultier

## Zwycięzcy
- Najlepszy wokalista: Michael Jackson
- Najlepsza wokalistka: Björk
- Najlepszy zespół: U2
- Najlepszy wykonawca rock: Bon Jovi
- Najlepszy wykonawca dance: East 17
- Najlepszy występ live: Take That
- Najlepsza piosenka: The Cranberries, Zombie
- Najlepszy reżyser: Michel Gondry – Massive Attack's Protection
- Przełomowy artysta: Dog Eat Dog